# Аппер-Теркіфут Тауншип (округ Сомерсет, Пенсільванія)
Аппер-Теркіфут Тауншип (англ. Upper Turkeyfoot Township) — селище (англ. township) в США, в окрузі Сомерсет штату Пенсільванія. Населення — 1062 особи (2020).

## Демографія
Згідно з переписом 2010 року, у селищі мешкало 1119 осіб у 455 домогосподарствах у складі 342 родин. Було 687 помешкань
Расовий склад населення:
| - 99,5 % — білих - 0,2 % — корінних американців - 0,2 % — чорних або афроамериканців |

До двох чи більше рас належало 0,1 %. Частка іспаномовних становила 0,4 % від усіх жителів.
За віковим діапазоном населення розподілялося таким чином: 18,4 % — особи молодші 18 років, 62,9 % — особи у віці 18—64 років, 18,7 % — особи у віці 65 років та старші. Медіана віку мешканця становила 46,3 року. На 100 осіб жіночої статі у селищі припадало 108,0 чоловіків;  на 100 жінок у віці від 18 років та старших — 107,5 чоловіків також старших 18 років.
Середній дохід на одне домашнє господарство  становив 51 885 доларів США (медіана — 49 091), а середній дохід на одну сім'ю — 57 084 долари (медіана — 52 396). Медіана доходів становила 35 435 доларів для чоловіків та 27 917 доларів для жінок. За межею бідності перебувало 13,0 % осіб, у тому числі 18,5 % дітей у віці до 18 років та 10,6 % осіб у віці 65 років та старших.
Цивільне працевлаштоване населення становило 539 осіб. Основні галузі зайнятості: освіта, охорона здоров'я та соціальна допомога — 23,2 %, мистецтво, розваги та відпочинок — 13,9 %, будівництво — 13,2 %.